# サイカラー
サイカラーとはアメリカのベンチャー企業が開発した、サイカラー方式と呼ばれる独自の内部発色式を使ったフルカラーの印刷装置である。

## 構造
内部に顕色剤を内包した光重合樹脂によるマイクロカプセルを使用している。露光部分が硬化することにより露光後、2本のローラーの間を通過させることにより加圧しても露光部の顕色剤は放出されず未露光部のみが発色する。YMCそれぞれ異なる波長に感度をもつ光重合樹脂を用いる事でフルカラーの表示を可能にした。

## 利点
熱昇華式等、他の方式と比較して小型化、省エネが実現できる。内部発色式の為、現像、定着が比較的単純な機構で実現できる。

## 問題点
- ローラーで均一にムラなく加圧する事が困難である。
- 光硬化樹脂は長期間の保存には適しておらず製造されてから長期間経過した物は画質に悪影響を及ぼす可能性がある。(一般的に感光材料は長期間の保存には適さない)

## 関連
- サーモオートクローム - 感熱式マイクロカプセルを使用した内部発色式のフルカラープリント